# František Gögh
František Gögh (* 25. června 1946) je bývalý český fotbalista, záložník a útočník.

## Fotbalová kariéra
V lize odehrál 117 utkání a vstřelil 11 gólů. Hrál za Spartu Praha (1969–1972) a TŽ Třinec (1972–1976). 4x startoval evropských pohárech a vstřelil zde 1 branku (do sítě Athletic Bilbao ve Veletržním poháru). Základní vpjenskou službu absolvoval v dresu RH Cheb a zahrál si divizi skupinu A a 2. československou fotbalovou ligu.

## Ligová bilance
| Ročník                                    | Zápasy | Góly | Minuty | Klub         |
| ----------------------------------------- | ------ | ---- | ------ | ------------ |
| 1. československá fotbalová liga 1969/70  | 22     | 2    | 1 537  | Sparta Praha |
| 1. československá fotbalová liga 1970/71  | 16     | 3    | 1 012  | Sparta Praha |
| 1. československá fotbalová liga 1971/72  | 3      | 0    | 159    | Sparta Praha |
| 1. československá fotbalová liga 1972/73  | 28     | 1    | 1 953  | TŽ Třinec    |
| 1. československá fotbalová liga 1974/75  | 23     | 2    | 1 961  | TŽ Třinec    |
| 1. československá fotbalová liga 1975/76  | 25     | 3    | 2 169  | TŽ Třinec    |
| CELKEM                                    | 117    | 11   | 8 791  |              |
| divize A 1965/1966                        |        | 11   |        | RH Cheb      |
| 2.československá fotbalová liga 1966/1967 |        | 1    |        | RH Cheb      |